# Omerskopf
Der Omerskopf bei Lauf ist ein 876,6 m ü. NHN hoher Berg im Nordschwarzwald in Baden-Württemberg. Er liegt nahe dem westlichen Gebirgsrand auf dem Gebiet der Stadt Bühl (Landkreis Rastatt) rund 30 km östlich von Straßburg und 4,5 km nordwestlich der Hornisgrinde, des höchsten Berges im Nordschwarzwald.

## Lage und Charakteristik
Der Hauptkamm des Grindenschwarzwalds, wie der östlich angrenzende Naturraum bezeichnet wird, verläuft im Bereich von Achern besonders nah an der Oberrheinebene und erreicht zwischen den in die Rheinebene austretenden Tälern der Bühlot und der Rench seine größten Höhen. Ihm vorgelagert sind einzelne niedrigere Gipfel, die zum Naturraum Nördlicher Talschwarzwald zählen und wegen ihrer Nähe zum Gebirgsrand ebenfalls markant sein können wie der Schindelskopf oder der Doppelgipfel Sohlberg/Eselskopf. Der höchste dieser vorgelagerten Berge, sowohl absolut wie relativ zum Bergfuß, ist der Omerskopf. Er überragt den nahe seines Westfußes gelegenen Ort Lauf um 600 Meter. Von der westlich des Grindenkamms verlaufenden Schwarzwaldhochstraße zweigt bei Unterstmatt die Kreisstraße 3765 nach Bühlertal ab. Sie legt sich in weitem Bogen um die Westhänge des Omerskopfes.
Aufgebaut ist der Berg im Wesentlichen aus Gneisen. Seine flache Kuppe bildet das Zentrum des sogenannten Omerskopf-Gneiskomplexes, der größten bekannten Gneisscholle in dem überwiegend aus Graniten bestehenden Grundgebirge des Nordschwarzwalds. Die feinkörnigen Gneise sind durchzogen von Granitporphyrgängen, die vereinzelt in Form kleinerer Klippen mit Blockhalden herausragen. Als Geotope geschützt sind die Hardt-Felsen (2937) und die Hirschfelsen (2610). Die Einsattelung im Osten, die den Berg vom Hauptkamm (Hochkopf) trennt, ist durch eine Verwerfungslinie vorgezeichnet.
Die von Fichtenwald geprägte Vegetation ist durchsetzt von einzelnen Sukzessionsflächen. Im Nordwesten kommen auch Bestände von Weiß-Tannen vor.

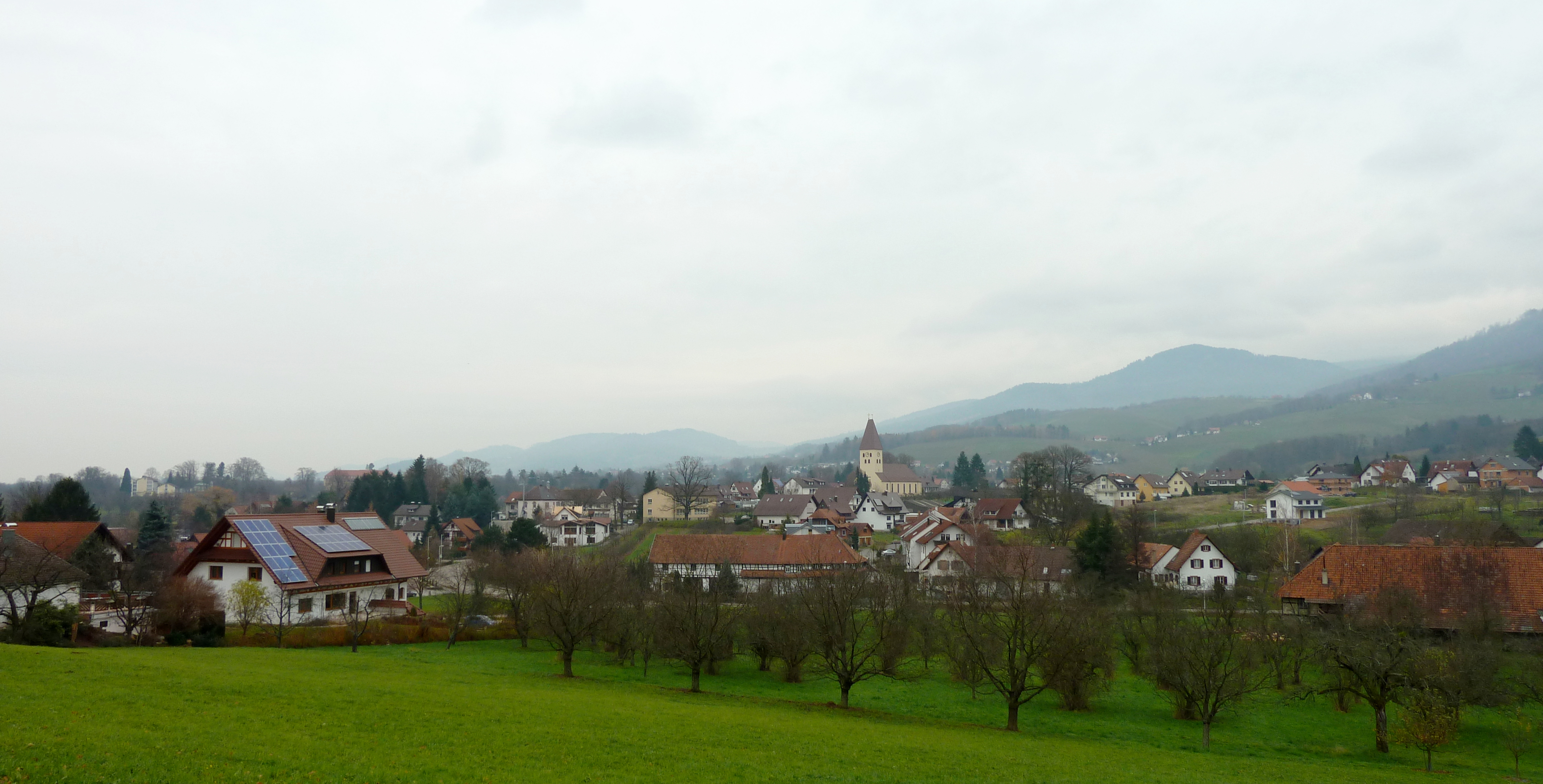
Der Omerskopf (hinten rechts) von Obersasbach aus gesehen
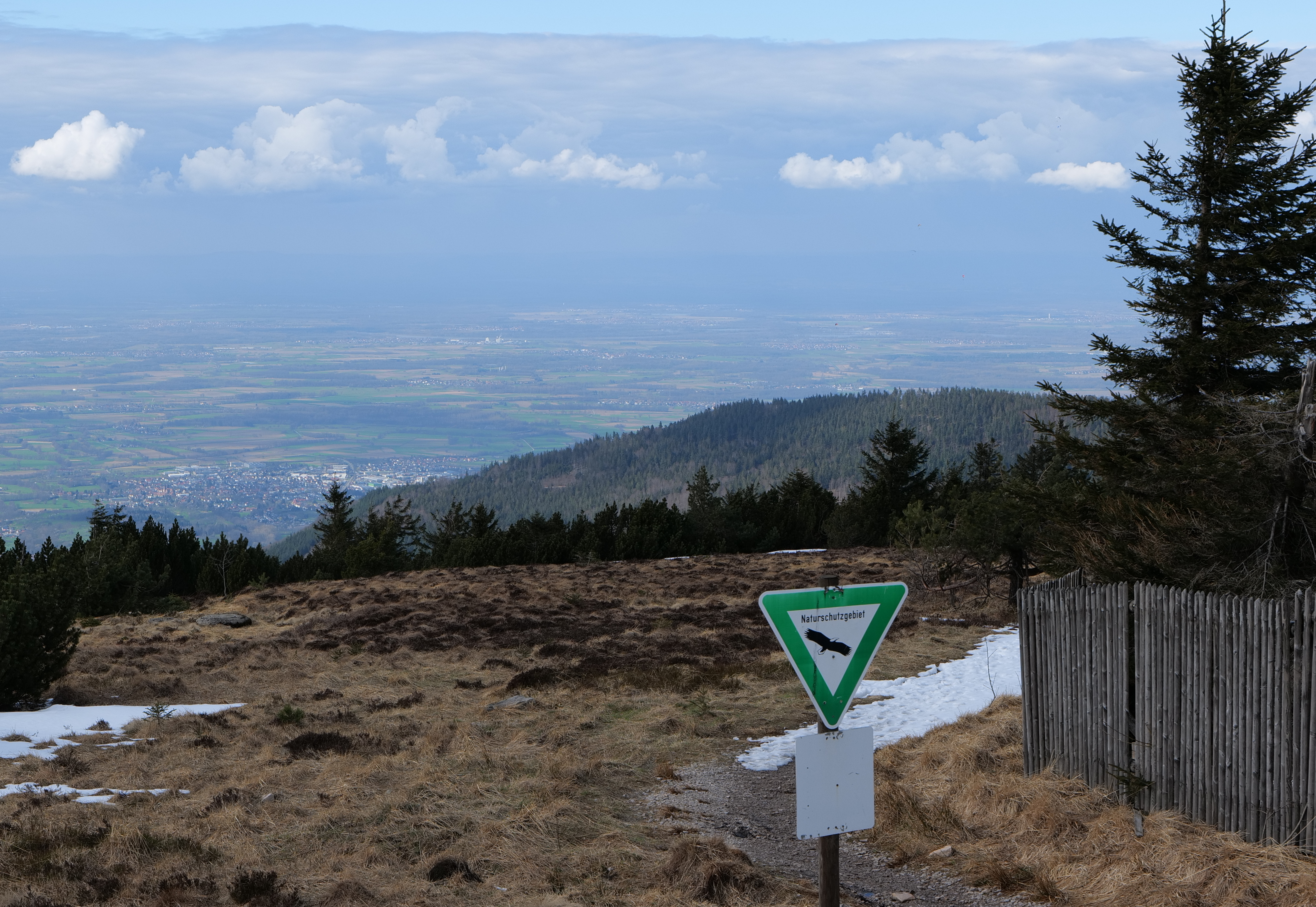
Blick vom Nordgipfel der Hornisgrinde zur Rheinebene, der Omerskopf ragt ins Bild

## Wirtschaft und Tourismus
Der Omerskopf ist trotz seiner guten Aussichtslage und seiner klippendurchsetzten Hänge touristisch nur wenig erschlossen. Der Gipfelpunkt wird von ausgewiesenen Wanderwegen nicht berührt. Zugangswege zum Westweg verlaufen östlich und südlich des Gipfels. Der attraktive Gipfelweg, der ostwestlich über den Berg verläuft und nach Westen hin mehrfach Klippen- und Blockfelder berührt (Hirschfelsen, Hardt-Felsen, Bielenstein), ist nicht markiert.
Auf der windexponierten Gipfelpartie beabsichtigen die Stadtwerke Bühl, eine Gruppe von Windkraftanlagen in Gipfelnähe zu errichten.
Der Omerskopf gehört zum Landschaftsschutzgebiet Bühlertal (Nr. 2.16.035), der Gipfelbereich oberhalb der Kreisstraße zum FFH-Gebiet Talschwarzwald zwischen Bühlertal und Forbach.